# Prodentalina
Prodentalina es un género de foraminífero bentónico de la Subfamilia Ichthyolariinae, de la familia Ichthyolariidae, de la superfamilia Robuloidoidea, del suborden Lagenina y del orden Lagenida. Su especie tipo es Dentalina terquemi. Su rango cronoestratigráfico abarca el Liásico inferior (Jurásico inferior).

## Clasificación
Prodentalina incluye a las siguientes especies:
- Prodentalina nocchiae †
- Prodentalina septacosta †
- Prodentalina terquemi †